# Pinar del Río (provins)
Provinsen Pinar del Río er den vestligste af Cubas provinser med 592.851(2010) indbyggere og støder i øst op til provinsen La Habana. Regionens hovedstad hedder også Pinar del Río.

## Geografi
Pinar del Río provinsen indeholder den ene af Cubas tre store bjergmassiver: Cordillera de Guaniguanico, der er opdelt i den østlige del Sierra del Rosario og den vestlige Sierra de los Organos. Disse former et landskab, der er karakteriseret ved stejle limstens bakker mogotes og flade, frugtbare dale. En sådan dal Viñalesdalen er et UNESCO verdensarvsområde.
På den nordlige kyststrækning ligger Colorados øgruppen Archipiélago de los Colorados, som er en række af større og mindre øer, der ligger på et barriererev. Cubas vestligste punkt Cabo San Antonio ligger på Guanahacabibes-halvøen, som er udnævnt til nationalpark og et biosfærereservat.

## Kommuner
Provinsen er administrativt opdelt i 14 kommuner:
| Kommune             | Indbyggere (2004) | Areal (km²) |
| ------------------- | ----------------- | ----------- |
| Bahía Honda         | 45.968            | 784         |
| Candelaria          | 19.523            | 299         |
| Consolación del Sur | 87.500            | 1.112       |
| Guane               | 35.893            | 717         |
| La Palma            | 35.426            | 621         |
| Los Palacios        | 38.950            | 786         |
| Mantua              | 26.065            | 915         |
| Minas de Matahambre | 34.419            | 858         |
| Pinar del Río       | 190.532           | 708         |
| San Cristóbal       | 70.830            | 936         |
| San Juan y Martínez | 45.061            | 409         |
| San Luis            | 34.085            | 765         |
| Sandino             | 39.245            | 1.718       |
| Viñales             | 27.129            | 704         |

## Kultur

### Medier
- Radio Guamá: Radio station for Pinar del Rio
- Guerrillero. Avis for Pinar del Rio